# Jabari Smith
Jabari Montosho Smith (Atlanta, 12 febbraio 1977) è un ex cestista statunitense.
Anche il figlio Jabari è un cestista.

## Carriera
È stato selezionato dai Sacramento Kings al secondo giro del Draft NBA 2000 (45ª scelta assoluta).